# Lista de episódios de Natsume Yuujinchou

Imagem promocional da primeira temporada do anime, apresentando Takashi Natsume (à esquerda) e Madara/Nyanko-sensei (à direita).

Esta é a lista de episódios de Natsume Yuujinchou (japonês: 夏目友人帳; lit. "Livro dos Amigos de Natsume", também conhecido pelo nome em inglês Natsume's Book of Friends), um anime baseado no mangá de mesmo nome escrito e ilustrado por Yuki Midorikawa desde 2003. A série segue Takashi Natsume, um garoto órfão que pode ver e combater yōkai. Um dia, ele encontra um caderno antigo chamado "Livro dos Amigos", deixado por sua falecida avó materna Reiko Natsume, uma exorcista que possuía fortes poderes espirituais, que ela usava para prender dezenas de espíritos poderosos. Takashi resolve devolver todos os nomes do caderno; no processo, ele une forças com um espírito na forma de um gato da sorte chamado Madara (apelidado de "Nyanko-sensei"), que conheceu Reiko quando ela estava viva.
Suas sete temporadas foram transmitidas originalmente pela TV Tokyo. As quatro primeiras foram produzidas pelo estúdio Brain's Base sob a direção de Takahiro Ōmori,  enquanto a partir da quinta temporada a série foi produzida pelo estúdio Shuka sob a direção de Kotomi Deai (temporadas 5 e 6) e Hideki Ito (temporada 7). A primeira temporada foi ao ar de 8 de julho a 30 de setembro de 2008. A segunda temporada, intitulada Zoku Natsume Yūjin-chō, foi ao ar de 6 de janeiro a 31 de março de 2009. A terceira temporada, Natsume Yūjin-chō San, foi ao ar de 5 de julho a 27 de setembro de 2011. A quarta temporada, Natsume Yūjin-chō Shi, foi ao ar de 3 de janeiro a 27 de março de 2012. A quinta temporada, Natsume Yūjin-chō Go, foi ao ar de 5 de outubro a 21 de dezembro de 2016. A sexta temporada, Natsume Yūjin-chō Roku, foi ao ar de 12 de abril a 21 de junho de 2017. A sétima temporada, Natsume Yūjin-chō Shichi, foi transmitida de 8 de outubro a 24 de dezembro de 2024.
Ao todo, a série usou 14 temas músicas: sete de abertura e sete de encerramento. Para as aberturas, "Issei no Sei" por Shūhei Kita foi usada na primeira temporada, "Ano Hi Time Machine" da banda Long Shot Party foi usada na segunda, "Boku ni Dekiru Koto" de How Merry foi usada na terceira,[carece de fontes?] "Ima, Kono Toki" foi usada na quarta,[carece de fontes?] "Takarabako" de Sasanomaly foi usada na quinta,[carece de fontes?] "Floria" de Tomohisa Sako foi usada na sexta[carece de fontes?] e "Alca" de Hinata Kashiwagi foi usado na sétima temporada. Para os encerramentos, "Natsu Yūzora" de Kousuke Atari foi usada na primeira temporada, "Aishiteru" por Callin foi usada na segunda, "Kimi no Kakera" de Kousuke Atari (ft. Emiri Miyamoto) foi usada na terceira,[carece de fontes?] "Takaramono" de Marina Kawano foi usada na quarta,[carece de fontes?] "Akane Sasu" de Aimer foi usada na quinta,[carece de fontes?] "Kimi no Uta" por Rei Yasuda foi usada na sexta[carece de fontes?] e "Komari Warai" de Toshiki Kondo foi usada na sétima temporada.
Todas as sete temporadas estão disponíveis no Crunchyroll.

## Resumo da série
| Temporada | Temporada | Episódios | Episódios | Originalmente exibido | Originalmente exibido  |
| Temporada | Temporada | Episódios | Episódios | Estreia da temporada  | Final da temporada     |
| --------- | --------- | --------- | --------- | --------------------- | ---------------------- |
|           | 1         | 13        | 13        | 8 de julho de 2008    | 30 de setembro de 2008 |
|           | 2         | 13        | 13        | 6 de janeiro de 2009  | 31 de março de 2009    |
|           | 3         | 13        | 13        | 5 de julho de 2011    | 27 de setembro de 2011 |
|           | 4         | 13        | 13        | 3 de janeiro de 2012  | 27 de março de 2012    |
|           | 5         | 11        | 11        | 5 de outubro de 2016  | 21 de dezembro de 2016 |
|           | 6         | 11        | 11        | 12 de abril de 2017   | 21 de junho de 2017    |
|           | 7         | 12        | 12        | 8 de outubro de 2024  | 24 de dezembro de 2024 |

## Lista de episódios

### 1.ª temporada (2008)
| N.º geral | N.º temp. | Título no Brasil (Título em japonês)                                                               | Exibição original      |
| --------- | --------- | -------------------------------------------------------------------------------------------------- | ---------------------- |
| 1         | 1         | "O Gato e o Livro de Amigos" Transliteração: "Neko to Yūjinchō" (em japonês: 猫と友人帳)           | 8 de julho de 2008     |
| 2         | 2         | "O Altar de Tsuyukami" Transliteração: "Tsuyukami no Hokora" (em japonês: 露神の祠)                | 15 de julho de 2008    |
| 3         | 3         | "O Misterioso Homem de Yatsuhara" Transliteração: "Yatsuhara no Kaijin" (em japonês: 八ツ原の怪人) | 22 de julho de 2008    |
| 4         | 4         | "Shigure e a Garota" Transliteração: "Shigure to Shōjo" (em japonês: 時雨と少女)                   | 29 de julho de 2008    |
| 5         | 5         | "Bilhete Cor-de-Coração" Transliteração: "Kokoro-iro no Kippu" (em japonês: 心色の切符)            | 5 de agosto de 2008    |
| 6         | 6         | "A Andorinha no Fundo do Lago" Transliteração: "Kotei no Tsubame" (em japonês: 湖底のつばめ)       | 12 de agosto de 2008   |
| 7         | 7         | "O Chapéu da Jovem Raposa" Transliteração: "Kogitsune no Bōshi" (em japonês: 子狐のぼうし)         | 19 de agosto de 2008   |
| 8         | 8         | "Sonho Passageiro" Transliteração: "Hakanai Hikari" (em japonês: 儚い光)                           | 26 de agosto de 2008   |
| 9         | 9         | "O Exorcismo de Um Youkai" Transliteração: "Ayakashi-barai" (em japonês: あやかし祓い)             | 2 de setembro de 2008  |
| 10        | 10        | "O Koto da Asagi" Transliteração: "Asagi no Koto" (em japonês: アサギの琴)                         | 9 de setembro de 2008  |
| 11        | 11        | "O Livro de Tédio do Nyanko" Transliteração: "Nyanko Tsurezure-chō" (em japonês: ニャンコ徒然帳)   | 16 de setembro de 2008 |
| 12        | 12        | "A Marca dos Cinco Dias" Transliteração: "Itsuka-jirushi" (em japonês: 五日印)                     | 23 de setembro de 2008 |
| 13        | 13        | "Banquete de Outono" Transliteração: "Aki no Yaen" (em japonês: 秋の夜宴)                          | 30 de setembro de 2008 |

### 2.ª temporada (2009)
| N.º geral | N.º temp. | Título no Brasil (Título em japonês)                                                               | Exibição original       |
| --------- | --------- | -------------------------------------------------------------------------------------------------- | ----------------------- |
| 14        | 1         | "O Livro dos Amigos é Roubado" Transliteração: "Ubawareta Yūjinchō" (em japonês: 奪われた友人帳)   | 6 de janeiro de 2009    |
| 15        | 2         | "Derretendo na Primavera" Transliteração: "Haru ni Tokeru" (em japonês: 春に溶ける)                | 13 de janeiro de 2009   |
| 16        | 3         | "Exorcismo nas Termas" Transliteração: "Yōkai Taiji Yukemuri-kō" (em japonês: 妖怪退治 湯けむり行) | 20 de janeiro de 2009   |
| 17        | 4         | "Nasce um Passarinho" Transliteração: "Hina, Kaeru" (em japonês: 雛、孵る)                         | 27 de janeiro de 2009   |
| 18        | 5         | "A Árvore da Promessa" Transliteração: "Yakusoku no Ki" (em japonês: 約束の樹)                     | 3 de fevereiro de 2009  |
| 19        | 6         | "O Círculo da Garota" Transliteração: "Shōjo no Jin" (em japonês: 少女の陣)                        | 10 de fevereiro de 2009 |
| 20        | 7         | "O Nome Que Não Deve Ser Dito" Transliteração: "Yonde wa Naranu" (em japonês: 呼んではならぬ)      | 17 de fevereiro de 2009 |
| 21        | 8         | "Emoções Imortais" Transliteração: "Fushi no Omoi" (em japonês: 不死の想い)                        | 24 de fevereiro de 2009 |
| 22        | 9         | "O Homem em Meio às Cerejeiras" Transliteração: "Sakura Namiki no Kare" (em japonês: 桜並木の彼)   | 3 de março de 2009      |
| 23        | 10        | "Lar Temporário" Transliteração: "Kariie" (em japonês: 仮家)                                       | 10 de março de 2009     |
| 24        | 11        | "Reunião de Feiticeiros" Transliteração: "Jujutsushi no Kai" (em japonês: 呪術師の会)              | 17 de março de 2009     |
| 25        | 12        | "O Jovem na Casa Abandonada" Transliteração: "Haioku no Shōnen" (em japonês: 廃屋の少年)           | 24 de março de 2009     |
| 26        | 13        | "Humanos e Youkai" Transliteração: "Hito to Ayakashi" (em japonês: 人と妖)                         | 31 de março de 2009     |

### 3.ª temporada (2011)
| N.º geral | N.º temp. | Título no Brasil (Título em japonês)                                                                 | Exibição original      |
| --------- | --------- | --- | ---------------------- |
| 27        | 1         | "O Nome do Monstro" Transliteração: "Ayashiki Mono no Na" (em japonês: 妖しきものの名)               | 5 de julho de 2011     |
| 28        | 2         | "Vila Ukiharu" Transliteração: "Ukihara no Sato" (em japonês: 浮春の郷)                              | 12 de julho de 2011    |
| 29        | 3         | "O Falso Amigo" Transliteração: "Itsuwari no Yūjin" (em japonês: 偽りの友人)                         | 19 de julho de 2011    |
| 30        | 4         | "Antigamente" Transliteração: "Osanaki Hibi Ni" (em japonês: 幼き日々に)                             | 26 de julho de 2011    |
| 31        | 5         | "Aquilo que Espreita no Depósito" Transliteração: "Kura ni Hisomu Mono" (em japonês: 蔵にひそむもの) | 2 de agosto de 2011    |
| 32        | 6         | "Aquele que Não é Humano" Transliteração: "Hito Naranu Mono" (em japonês: 人ならぬもの)              | 9 de agosto de 2011    |
| 33        | 7         | "O Exorcista" Transliteração: "Haraiya" (em japonês: 祓い屋)                                         | 16 de agosto de 2011   |
| 34        | 8         | "O Relógio da Jovem Raposa" Transliteração: "Kogitsune no Tokei" (em japonês: 子狐のとけい)          | 23 de agosto de 2011   |
| 35        | 9         | "Pelo Vento Outonal" Transliteração: "Akikaze Kitte" (em japonês: 秋風切って)                        | 30 de agosto de 2011   |
| 36        | 10        | "O Espelho Quebrado" Transliteração: "Wareta Kagami" (em japonês: 割れた鏡)                          | 6 de setembro de 2011  |
| 37        | 11        | "O Que o Espelho Reflete" Transliteração: "Utsusu Mono" (em japonês: 映すもの)                       | 13 de setembro de 2011 |
| 38        | 12        | "Um Lar ao qual Voltar" Transliteração: "Kaeru Basho" (em japonês: 帰る場所)                         | 20 de setembro de 2011 |
| 39        | 13        | "O Livro de Brincadeiras do Natsume" Transliteração: "Natsume Yūgi-chō" (em japonês: 夏目遊戯帳)     | 27 de setembro de 2011 |

### 4.ª temporada (2012)
| N.º geral | N.º temp. | Título no Brasil (Título em japonês)                                                              | Exibição original       |
| --------- | --------- | ------------------------------------------------------------------------------------------------- | ----------------------- |
| 40        | 1         | "Natsume Capturado" Transliteração: "Torawareta Natsume" (em japonês: とらわれた夏目)             | 3 de janeiro de 2012    |
| 41        | 2         | "A Floresta do Leste" Transliteração: "Touhou no Mori" (em japonês: 東方の森)                     | 10 de janeiro de 2012   |
| 42        | 3         | "Os Pequeninos" Transliteração: "Chisaki Mono" (em japonês: 小さきもの)                           | 17 de janeiro de 2012   |
| 43        | 4         | "Dublê" Transliteração: "Daitou" (em japonês: 代答)                                               | 24 de janeiro de 2012   |
| 44        | 5         | "Para o Você de Antigamente" Transliteração: "Sugishi Hi no Kimi ni" (em japonês: 過ぎし日の君に) | 31 de janeiro de 2012   |
| 45        | 6         | "Dentro da Garrafa" Transliteração: "Garasu no Muko" (em japonês: 硝子のむこう)                   | 7 de fevereiro de 2012  |
| 46        | 7         | "O Vão Entre Humanos e Youkai" Transliteração: "Hito to no Made" (em japonês: 人と妖の間で)       | 14 de fevereiro de 2012 |
| 47        | 8         | "Quando Fui Enganada" Transliteração: "Madoi Shi Koro Ni" (em japonês: 惑いし頃に)                | 21 de fevereiro de 2012 |
| 48        | 9         | "O Festival da Lua Perdida" Transliteração: "Tsukiwake Matsuri" (em japonês: 月分祭)              | 28 de fevereiro de 2012 |
| 49        | 10        | "O Deus Consagrado" Transliteração: "Matsurareta Kamisama" (em japonês: 祀られた神様)             | 4 de março de 2012      |
| 50        | 11        | "Uma Única Foto" Transliteração: "Ichi Mai no Shashin" (em japonês: 一枚の写真)                   | 13 de março de 2012     |
| 51        | 12        | "A Porta das Lembranças" Transliteração: "Kioku no Tobira" (em japonês: 記憶の扉)                 | 20 de março de 2012     |
| 52        | 13        | "Bem Longe de Casa" Transliteração: "Tooki Ieji" (em japonês: 遠き家路)                           | 27 de março de 2012     |

### 5.ª temporada (2016)
| N.º geral | N.º temp. | Título no Brasil (Título em japonês)                                                           | Exibição original      |
| --------- | --------- | ---------------------------------------------------------------------------------------------- | ---------------------- |
| 53        | 1         | "Desmudando de Forma" Transliteração: "Kawaranu Sugata" (em japonês: 変わらぬ姿)               | 5 de outubro de 2016   |
| 54        | 2         | "Chuva Travessa" Transliteração: "Itazura na Ame" (em japonês: 悪戯な雨)                       | 12 de outubro de 2016  |
| 55        | 3         | "A Carta do Exorcista" Transliteração: "Haraiya kara no Tegami" (em japonês: 祓い屋からの手紙) | 19 de outubro de 2016  |
| 56        | 4         | "Sombra de Correntes" Transliteração: "Rensa no Kage" (em japonês: 連鎖の陰)                   | 26 de outubro de 2016  |
| 57        | 5         | "Que Não Pode Ser Atado" Transliteração: "Musunde wa Ikenai" (em japonês: 結んではいけない)    | 2 de novembro de 2016  |
| 58        | 6         | "Vale Taciturno" Transliteração: "Oto Nashi no Tani" (em japonês: 音無しの谷)                  | 9 de novembro de 2016  |
| 59        | 7         | "Luzes Distantes do Festival" Transliteração: "Tōi Matsuri Hi" (em japonês: 遠い祭り火)        | 23 de novembro de 2016 |
| 60        | 8         | "Um Mundo sem Distorções" Transliteração: "Yugami naki Sekai" (em japonês: 歪みなき世界)       | 30 de novembro de 2016 |
| 61        | 9         | "Trilhando um Caminho Estreito" Transliteração: "Kewashiki wo Yuku" (em japonês: 険しきをゆく) | 7 de dezembro de 2016  |
| 62        | 10        | "Touko e Shigeru" Transliteração: "Tōko to Shigeru" (em japonês: 塔子と滋)                     | 14 de dezembro de 2016 |
| 63        | 11        | "Aos Efêmeros" Transliteração: "Hakanaki Mono e" (em japonês: 儚き者へ)                        | 21 de dezembro de 2016 |

### 6.ª temporada (2017)
| N.º geral | N.º temp. | Título no Brasil (Título em japonês)                                                    | Exibição original   |
| --------- | --------- | --------------------------------------------------------------------------------------- | ------------------- |
| 64        | 1         | "Devorador de Dias" Transliteração: "Tsukihigui" (em japonês: つきひぐい)               | 12 de abril de 2017 |
| 65        | 2         | "Floresce Amanhã" Transliteração: "Ashita Saku" (em japonês: 明日咲く)                  | 19 de abril de 2017 |
| 66        | 3         | "Nitai-sama" Transliteração: "Nitai-sama" (em japonês: 二体さま)                        | 26 de abril de 2017 |
| 67        | 4         | "Olhos Vacilantes" Transliteração: "Chigaeru Hitomi" (em japonês: 違える瞳)             | 3 de maio de 2017   |
| 68        | 5         | "Os Adstritos" Transliteração: "Shibarareshi Mono" (em japonês: 縛られしもの)           | 10 de maio de 2017  |
| 69        | 6         | "Nishimura e Kitamoto" Transliteração: "Nishimura to Kitamoto" (em japonês: 西村と北本) | 17 de maio de 2017  |
| 70        | 7         | "O Benfeitor de Gomochi" Transliteração: "Gomochi No Onjin" (em japonês: ゴモチの恩人)  | 24 de maio de 2017  |
| 71        | 8         | "Um Dia que Há de Chegar" Transliteração: "Itsuka Kuru Hi" (em japonês: いつかくる日)   | 31 de maio de 2017  |
| 72        | 9         | "Aquilo que Flui" Transliteração: "Nagare Yuku Ha" (em japonês: ながれゆくは)           | 7 de junho de 2017  |
| 73        | 10        | "A Sala Trancada" Transliteração: "Tozasareta Heya" (em japonês: 閉ざされた部屋)        | 14 de junho de 2017 |
| 74        | 11        | "Aquilo que Importa" Transliteração: "Taisetsu Na Mono" (em japonês: 大切なモノ)        | 21 de junho de 2017 |

### 7.ª temporada (2024)
| N.º geral | N.º temp. | Título no Brasil (Título em japonês)                                                                      | Exibição original      |
| --------- | --------- | --- | ---------------------- |
| 75        | 1         | "O Fragmento Lamenta" Transliteração: "Hahen wa Shūu" (em japonês: 破片は 愁う)                           | 8 de outubro de 2024   |
| 76        | 2         | "O Jardim de Algum Dia" Transliteração: "Itsuka no Niwa" (em japonês: いつかの庭)                         | 15 de outubro de 2024  |
| 77        | 3         | "Tookanya" Transliteração: "Tookanya" (em japonês: とおかんや)                                            | 22 de outubro de 2024  |
| 78        | 4         | "As Profundezas da Página" Transliteração: "Pēji no Oku" (em japonês: 頁の奥)                             | 29 de outubro de 2024  |
| 79        | 5         | "O Tesouro do Chobi" Transliteração: "Chobi no Takaramono" (em japonês: ちょびの宝物)                     | 5 de novembro de 2024  |
| 80        | 6         | "A Estação Abandonada - Duas Rodas" Transliteração: "Haieki Futatsu no Wa" (em japonês: 廃駅・ふたつの輪) | 12 de novembro de 2024 |
| 81        | 7         | "Uma Dupla Complicada" Transliteração: "Nigatena Futari" (em japonês: 苦手なふたり)                       | 19 de novembro de 2024 |
| 82        | 8         | "Natsume na Noite Enluarada" Transliteração: "Tsukiyo no Natsume" (em japonês: 月夜の夏目)                | 26 de novembro de 2024 |
| 83        | 9         | "Aquele que Impede a Cerimônia" Transliteração: "Gishiki o Habamu Mono" (em japonês: 儀式を阻む者)        | 3 de dezembro de 2024  |
| 84        | 10        | "A Casa Onde a Promessa Persiste" Transliteração: "Yakusoku no Nokoru ie" (em japonês: 約束の残る家)      | 10 de dezembro de 2024 |
| 85        | 11        | "Diga-me Seu Nome" Transliteração: "Anata no Namae O Oshietekudasai" (em japonês: 名前を教えて)           | 17 de dezembro de 2024 |
| 86        | 12        | "Do Caminho dos Sonhos" Transliteração: "Yume no Michi Kara" (em japonês: 夢路より)                       | 24 de dezembro de 2024 |

### OVAs
| N.º | Título no Brasil (Título em japonês) | Exibição original      |
| --- | --- | ---------------------- |
| 1   | "Mestre Nyanko e a Primeira Tarefa!" Transliteração: "Nyanko-sensei to Hajimete no Otsukai" (em japonês: ニャンコ先生とはじめてのおつかい) | 15 de dezembro de 2013 |
| 2   | "Algum Dia, Quando a Neve Cair" Transliteração: "Itsuka Yuki no Hi Ni" (em japonês: いつかゆきのひに)                                      | 1 de fevereiro de 2014 |
| 3   | "Copos de Uma Noite" Transliteração: "Hitoyosakazuki" (em japonês: 一夜盃)                                                                 | 22 de março de 2017    |
| 4   | "Banquete dos Jogos" Transliteração: "Yuugi no Utage" (em japonês: 遊戯の宴)                                                               | 26 de abril de 2017    |
| 5   | "O Toco de Suzunaru" Transliteração: "Suzunaru no Kirikabu" (em japonês: 鈴鳴るの切り株)                                                   | 27 de setembro de 2017 |
| 6   | "Um Fragmento de Fantasia" Transliteração: "Mugen no Kakera" (em japonês: 夢幻のかけら)                                                    | 25 de outubro de 2017  |

## Filmes
| Título (Título em japonês) | Dirigido por              | Escrito por    | Exibição original     |
| --- | ------------------------- | -------------- | --------------------- |
| Natsume Yuujinchou, o Filme: Vínculo Efêmero Transliteração: "Gekijōban Natsume Yūjin-Chō: Utsusemi ni Musubu" (em japonês: 劇場版 夏目友人帳 ～うつせみに結ぶ～)                       | Takahiro Ōmori Hideki Itō | Sadayuki Murai | 29 de julho de 2018   |
| Natsume Yuujinchou: O Despertador da Rocha e o Estranho Visitante Transliteração: "Natsume Yūjin-Chō: Ishi Okoshi to Ayashiki Raihōsha" (em japonês: 夏目友人帳 石起こしと怪しき来訪者) | Takahiro Ōmori Hideki Itō | Sadayuki Murai | 16 de janeiro de 2021 |

## Lançamentos emhome video

### Em japonês
| Volume        | Volume        | Episódios               | Data de lançamento      | Ref.          |               |               |
| 1.ª temporada | 1.ª temporada | 1.ª temporada           | 1.ª temporada           | 1.ª temporada | 1.ª temporada | 1.ª temporada |
| ------------- | ------------- | ----------------------- | ----------------------- | ------------- | ------------- | ------------- |
|               | 1             | 1–2                     | 22 de outubro de 2008   | [ 41 ]        |               |               |
| 2             | 3–5           | 26 de novembro de 2008  | [ 42 ]                  |               |               |               |
| 3             | 6–8           | 17 de dezembro de 2008  | [ 43 ]                  |               |               |               |
| 4             | 9–11          | 28 de janeiro de 2009   | [ 44 ]                  |               |               |               |
| 5             | 12–13         | 25 de fevereiro de 2009 | [ 45 ]                  |               |               |               |
| 2.ª temporada |               |                         |                         |               |               |               |
|               | 1             | 14–15                   | 22 de abril de 2009     | [ 46 ]        |               |               |
| 2             | 16–18         | 27 de maio de 2009      | [ 47 ]                  |               |               |               |
| 3             | 19–21         | 24 de junho de 2009     | [ 48 ]                  |               |               |               |
| 4             | 22–24         | 22 de julho de 2009     | [ 49 ]                  |               |               |               |
| 5             | 25–26         | 26 de agosto de 2009    | [ 50 ]                  |               |               |               |
| 3.ª temporada |               |                         |                         |               |               |               |
|               | 1             | 27–28                   | 24 de agosto de 2011    | [ 51 ]        |               |               |
| 2             | 29–31         | 21 de setembro de 2011  | [ 52 ]                  |               |               |               |
| 3             | 32–34         | 26 de outubro de 2011   | [ 53 ]                  |               |               |               |
| 4             | 35–37         | 23 de novembro de 2011  | [ 54 ]                  |               |               |               |
| 5             | 38–39         | 21 de dezembro de 2011  | [ 55 ]                  |               |               |               |
| 4.ª temporada |               |                         |                         |               |               |               |
|               | 1             | 40–41                   | 22 de fevereiro de 2012 | [ 56 ]        |               |               |
| 2             | 42–44         | 21 de março de 2012     | [ 57 ]                  |               |               |               |
| 3             | 45–47         | 25 de abril de 2012     | [ 58 ]                  |               |               |               |
| 4             | 48–50         | 23 de maio de 2012      | [ 59 ]                  |               |               |               |
| 5             | 51–52         | 27 de junho de 2012     | [ 60 ]                  |               |               |               |
| 5.ª temporada |               |                         |                         |               |               |               |
|               | 1             | 53–54                   | 21 de dezembro de 2016  | [ 61 ]        |               |               |
| 2             | 55–57         | 25 de janeiro de 2017   | [ 62 ]                  |               |               |               |
| 3             | 58–60         | 22 de fevereiro de 2017 | [ 63 ]                  |               |               |               |
| 4             | 61–62; OVA 3  | 22 de março de 2017     | [ 37 ]                  |               |               |               |
| 5             | 63; OVA 4     | 26 de abril de 2017     | [ 38 ]                  |               |               |               |
| 6.ª temporada |               |                         |                         |               |               |               |
|               | 1             | 64–65                   | 28 de junho de 2017     | [ 64 ]        |               |               |
| 2             | 66–68         | 26 de julho de 2017     | [ 65 ]                  |               |               |               |
| 3             | 69–71         | 23 de agosto de 2017    | [ 66 ]                  |               |               |               |
| 4             | 72–73; OVA 5  | 27 de setembro de 2017  | [ 39 ]                  |               |               |               |
| 5             | 74; OVA 6     | 25 de outubro de 2017   | [ 40 ]                  |               |               |               |
| 7.ª temporada |               |                         |                         |               |               |               |
|               | 1             | 75–76                   | 25 de dezembro de 2024  | [ 67 ]        |               |               |
| 2             | 77–79         | 29 de janeiro de 2025   | [ 68 ]                  |               |               |               |
| 3             | 80–82         | 26 de fevereiro de 2025 | [ 69 ]                  |               |               |               |
| 4             | 83–84         | 26 de março de 2025     | [ 70 ]                  |               |               |               |
| 5             | 85–86; OVA 7  | 23 de abril de 2025     | [ 71 ]                  |               |               |               |